# Chemnitzer FC
A Chemnitzer Fußballclub e.V., röviden Chemnitzer FC egy német labdarúgócsapat, melyet Chemnitz városában,  Fußballclub Karl-Marx-Stadt néven alapítottak 1966. január 15-én.

A csapat elődei jogán a századfordulóra visszanyúló hosszú múlttal rendelkezik, illetve a Német Demokratikus Köztársaság fennállása alatt élte fénykorát, amikor stabilan a keletnémet első osztály középmezőnyéhez tartozott. Legnagyobb sikerét az 1966-67-es idényben aratta, amikor sikerült megnyernie a bajnokságot.

## Sikerek

### Német Demokratikus Köztársaság (1949-1990)
FC Karl-Marx-Stadt néven
- Keletnémet bajnokság (I.): 1-szeres bajnok (1967)
- Keletnémet kupa: 3-szoros ezüstérmes (1969, 1983, 1989)

### Németország (1990-)
- Regionalliga Nordost (III.): bajnok (1999)
- Regionalliga Nord (IV.): bajnok (2011)

## Híres játékosok
| - Antonio Ananiev - Michael Ballack - Jürgen Bähringer - Torsten Bittermann - Brian Bliss - Dieter Erler - Mario Fillinger - Henri Fuchs - Heiko Gerber - Michael Glowatzky - Torsten Gütschow - Sebastian Hähnge | - Steffen Heidrich - Lars Hermel - Ingo Hertzsch - Olaf Holetschek - Willy Holzmüller - Steffen Karl - Peer Kluge - Sven Köhler - Rainer Krieg - Nebojša Krupniković - Thomas Laudeley - Hendrik Liebers | - Chris Löwe - Ulf Mehlhorn - Silvio Meißner - Jens Melzig - Joachim Müller - Mario Neuhäuser - Karsten Oswald - Andrej Panadić - Andreas Richter - Hans Richter (labdarúgó) - Gerd Schellenberg - Jens Schmidt | - Jan Seifert - Kujtim Shala - Ervin Skela - Rico Steinmann - Frank Uhlig - Sixten Veit - Eberhard Vogel - Jörg Weißflog - Lutz Wienhold |

## Jelenlegi keret
2016. augusztus 13. szerint
| #  |     | Poszt | Név                |
| -- | --- | ----- | ------------------ |
| 1  | GER | K     | Kevin Kunz         |
| 2  | GER | V     | Jamil Dem          |
| 3  | GER | V     | Emmanuel Mbende    |
| 4  | GER | V     | Kevin Conrad (c)   |
| 5  | GER | V     | Marc Endres        |
| 6  | GER | KP    | Julius Reinhardt   |
| 7  | GER | KP    | Dennis Grote       |
| 8  | GER | V     | Alexander Bittroff |
| 9  | GER | CS    | Anton Fink         |
| 11 | GER | CS    | Daniel Frahn       |
| 13 | GER | KP    | Tim Danneberg      |
| 14 | GER | V     | Jan Koch           |

| #  |     | Poszt | Név                                              |
| -- | --- | ----- | ------------------------------------------------ |
| 16 | GER | KP    | Dennis Mast (Kölcsönben a Bielefeldtől)          |
| 19 | GER | KP    | Philip Türpitz                                   |
| 20 | GER | V     | Fabian Stenzel                                   |
| 21 | USA | CS    | Mario Rodríguez (Kölcsönben a Dynamo Dresdentől) |
| 23 | GUA | V     | Stefano Cincotta                                 |
| 24 | GER | KP    | Florian Hansch                                   |
| 25 | GER | KP    | Björn Jopek                                      |
| 28 | GER | CS    | Danny Breitfelder                                |
| 29 | GER | CS    | Tom Baumgart                                     |
| 30 | GER | K     | Pierre Kleinheider                               |
| 31 | GER | V     | Tom Scheffel                                     |
| 32 | GER | K     | Kevin Tittel                                     |